# Мембрібе-де-ла-Сьєрра
Мембрібе-де-ла-Сьєрра (ісп. Membribe de la Sierra) — муніципалітет в Іспанії, у складі автономної спільноти Кастилія-і-Леон, у провінції Саламанка. Населення — 141 особа (2010).
Муніципалітет розташований на відстані близько 180 км на захід від Мадрида, 31 км на південь від Саламанки.
На території муніципалітету розташовані такі населені пункти: (дані про населення за 2010 рік)
- Кокілья: 1 особа
- Гарр'єль: 0 осіб
- Мембрібе-де-ла-Сьєрра: 72 особи
- Навагальєга: 68 осіб
- Сеговія-дель-Доктор: 0 осіб

## Демографія
Динаміка населення (INE ):

## Зовнішні посилання
- Провінційна рада Саламанки: індекс муніципалітетів [Архівовано 23 квітня 2009 у Wayback Machine.]
- Посилання на Google Maps